# Playa de Morouzos
La playa de Morouzos (praia de Morouzos en gallego) está situada en el municipio español de Ortigueira, en el norte de la provincia de La Coruña.

## Descripción
Es una playa situada en un entorno rural, orientada al norte en la confluencia de las desembocaduras de la ría de Ortigueira (por el este) y de la ría de Ladrido y río Baleo (por el oeste). En su margen oriental se halla la isla de San Vicente, un pequeño islote unido a la playa por un istmo que es transitable solamente durante la marea baja.
Es una playa ventosa y con oleaje moderado. Su arena es de color oscuro y grano medio/grueso y posee uno de los sistemas dunares más representativos y de mayor extensión de Galicia, que incluye una extensa zona intermareal, con marismas, zonas de carrizos y un bosque de pinos.
En su extremo suroeste se halla la laguna de San Martiño, formada por el represamiento de agua en una depresión del sistema dunar. Esta laguna fue objeto de un programa de recuperación que recibió en el año 2007 el premio San Telmo del Colegio de Ingenieros de Caminos, Canales y Puertos de Galicia.
Dispone de aseos, duchas, aparcamiento público, servicio de socorristas y acceso para minusválidos.
Durante la celebración del festival de Ortigueira se habilita su pinar como zona de acampada libre y gratuita.

## Galería

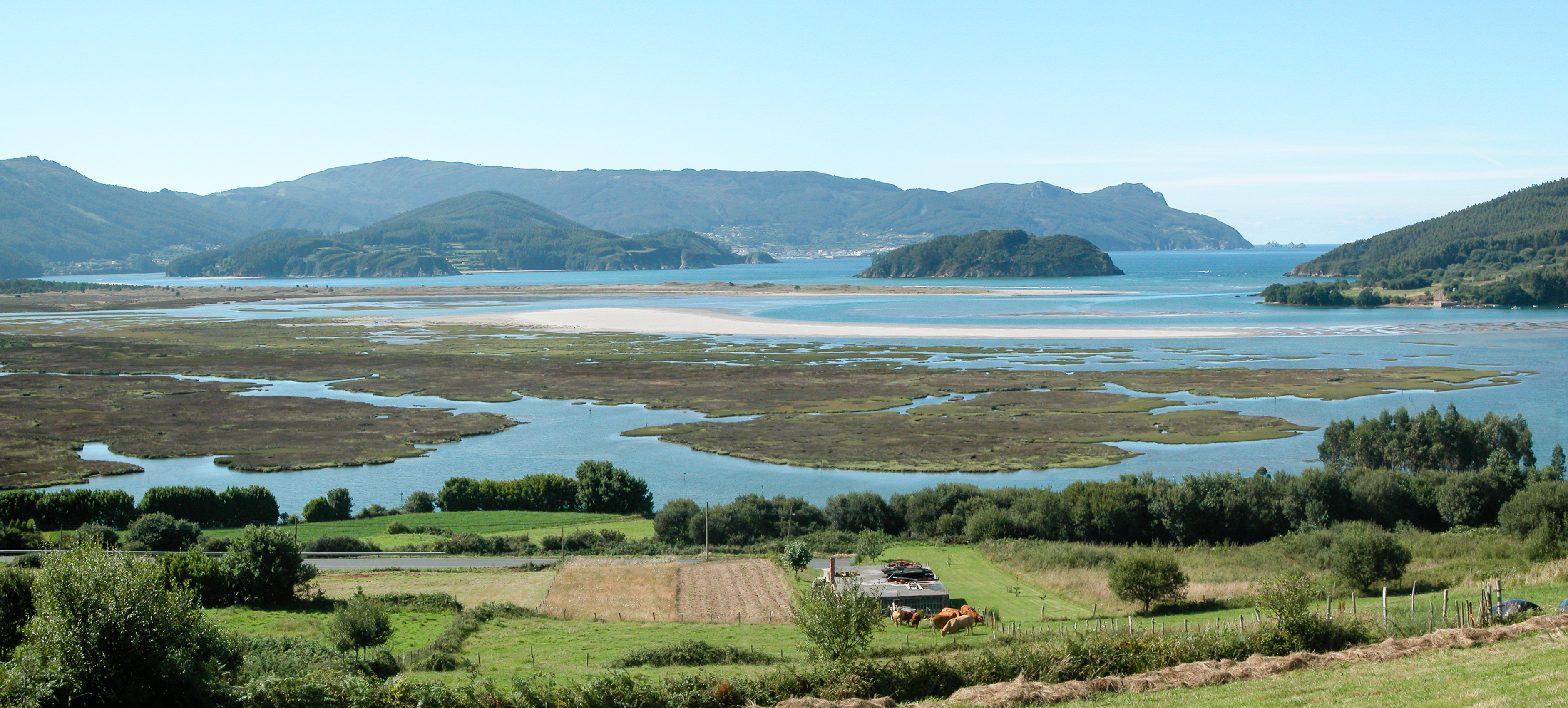
Playa de Morouzos, isla de San Vicente y desembocadura de la ría de Ladrido.
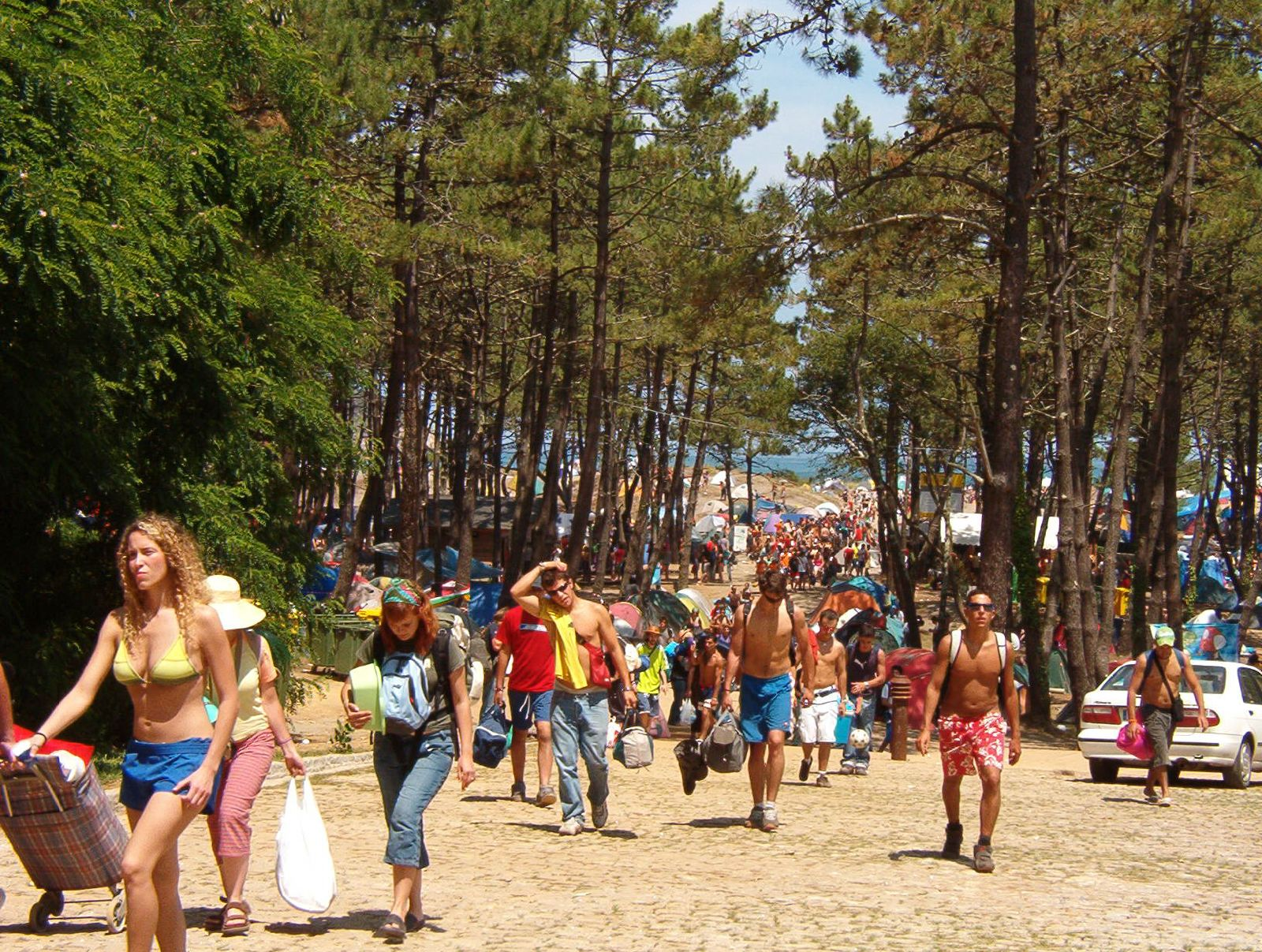
Asistentes al festival de Ortigueira acampados en la playa de Morouzos.